# Saires
Saires é uma comuna francesa na região administrativa da Nova Aquitânia, no departamento de Vienne. Estende-se por uma área de 14,05 km². Em 2010 a comuna tinha 134 habitantes (densidade: 9,5 hab./km²).